# (21128) Chapuis
(21128) Chapuis est un astéroïde de la ceinture principale.

## Description
(21128) Chapuis est un astéroïde de la ceinture principale. Il fut découvert par Eric Walter Elst le 27 janvier 1993 à Caussols. Il présente une orbite caractérisée par un demi-grand axe de 3,977 UA, une excentricité de 0,1 et une inclinaison de 7,88° par rapport à l'écliptique.
Il fut nommé en hommage au chirurgien Grégoire Chapuis (1761-1794) qui éduqua les plus pauvres en mettant en place des cours du soir. En tant que maire de la ville de Verviers, il promut le mariage civil, ce qui lui valut d'être jugé pour blasphème par le prince archevêque de Liège puis condamné à mort par décapitation.

## Compléments